# Florizel von Reuter
Florizel Reuter (Davenport (Iowa), 21 januari 1890 – Waukesha, 10 mei 1985) was een Amerikaans violist en componist. Hij werd destijds gezien als wonderkind in de muziek. Het "von" werd al snel aan de naam toegevoegd om enig teken van aristocratie te hebben. Hij kreeg als bijnaam Paganini Redivivus (de herleefde Paganini).

## Biografie
De muziek werd hem met de paplepel ingegoten. Zijn vader Jacob Reuter was muzikant en ook een beetje componist. Zijn moeder Grace Reuter speelde viool en gaf Florizel zijn eerste lessen vanaf zijn derde levensjaar. In 1899 vertrok Florizel naar Londen om les te krijgen van achtereenvolgens Max Bendix, Emile Sauret, César Thomson en Henri Marteau. In 1900 volgde zijn eerste betaalde optreden in La Chaux-de-Fonds in Zwitserland. In 1901 slaagde hij op het Conservatorium van Genève, na enige discussie: men vond hem waarschijnlijk nog te jong. De leraren zetten de commissie onder druk met het dreigement: hij niet, dan anderen ook niet. Eind 1901 was hij in Oslo voor een concert met zangeres Minnie Tracey en pianist/componist Johan Backer Lunde. Een jaar later kwam hij terug voor een concert met Mandis Ågren en Daniel Jeisler. Vervolgens trok hij terug naar de Verenigde Staten waar hij onder de paraplu van Joseph Joachim kon concerteren.
Rond die tijd ontwikkelde zijn moeder volgens zeggen paranormale gaven. Zij kreeg berichten door die zij via automatisch schrijven vastlegde. Florzel ging daarin als medium mee, maar legde ook zaken vast. Zijn verhalen kwam in gedrukte vorm via The psychic experiences of a musician (in search of truth) (1928, voorwoord Arthur Conan Doyle) en het vervolg The consoling angel (1930). Hij zou daarbij gesprekken hebben met Niccolò Paganini en Pablo de Sarasate. Hij had vooral steun aan de “gesprekken” met Paganini toen Florizel diens etudes in de vingers probeerde te krijgen. Zijn “gesprekken” werden uitgegeven als A musician’s talks with unseen friends (1931).
Van 1931 tot 1933 was hij professor aan de Universität für Musik und darstellende Kunst Wien. Hij gaf les, maar bleef ook uitvoerend musicus, vooral in Duitsland en Oostenrijk. Hij maakte een aantal opnamen voor Polydor, niet alleen als solomusicus, maar ook als lid van diverse kamermuziekensembles met bijvoorbeeld Elly Ney, Max Strub, Walter Trampler, Ludwig Hoelscher. Hij maakte deel uit van de  tweede versie van het Strub strijkkwartet. Ook maakte hij muziek met Willy van Hoogstraten, de man van Elly Ney. Destijds gaf hij lessen aan Walter Barylli, toen net vijftien jaar oud. De lessen vonden bij Barylli thuis plaats. 
Gedurende de Tweede Wereldoorlog verbleef hij in Duitsland. Hij vertrok pas laat in de jaren 40 terug naar de Verenigde Staten. Hij ging wonen in Waukesha in Wisconsin en bekleedde de functie van concertmeester in het plaatselijke symfonieorkest. Hij gaf diverse afscheidsconcerten, maar bleef lesgeven.

## Werk

### Composities
Gedurende zijn leven verschenen ongeveer vijftig composities van zijn hand, variërend van kamermuziek tot symfonische gedichten en vier opera’s. Postmeister Wyrin, gebaseerd op tekst van Aleksandr Poesjkin bracht het tot de Staatsoper Unter den Linden in Berlijn op 12 november 1946.

### Boeken
- 1928: The psychic experiences of a musician (in search of truth)
- 1930: The consoling angel
- 1931: A musician’s talks with unseen friends
- 1961: Great people I have met
- 1962: The twilight of the Gods (Hitler’s Berlin), a novel, by one who was there)
- 1967: Maiden worlds unconquered (korte verhalen)
- 1973: The master from afar. A flight into the past as it might have been over Jesus.

- Gemeinsame Normdatei: 11645511X
- International Standard Name Identifier: 0000 0001 0971 8914
- Library of Congress Control Number: no2003015043
- MusicBrainz: 66570d14-b695-4ba9-b219-aac401602dc7
- Bibliotheek van het Japanse parlement: 00525499
- Nationale Bibliotheek van Tsjechië: mzk2014851957
- Nationale Bibliotheek van Israël: 987007266916005171
- Nationale Bibliotheek van Polen: a0000002724777
- Nederlandse Thesaurus van Auteursnamen: 089425014
- LIBRIS: 278158
- SNAC: w6wq0zms
- Virtual International Authority File: 52442048
- WorldCat: E39PBJwMydjfCKP7RhXXD9Dwmd